# جرافينيانو
جرافينيانو هي بلدية في مقاطعة فيتيربو في منطقة لاتيوم الإيطالية ، وتقع على بعد حوالي 80 كيلومترًا (50 ميلًا) شمال غرب روما وحوالي 20 كيلومترًا (12 ميلًا) شمال شرق فيتربو .
وتقع هذه المدينة على حدود عدة بلديات هي: الڤيانو، اتيقليانو، بومارزو، كيڤيتيلاد اقليانو، لوقنانو ، التي توجد في  تيڤيرينا، وڤيتيربو.
توجد ببلدة جرافينيانو عدة  معالم منها قلعة باقليوني التي أنشئت في القرن الثالث عشر، وكنيسة سان مارتينو ڤيسكوڤو.